# Idiophthalma pantherina
Espèce
Idiophthalma pantherina est une espèce d'araignées mygalomorphes de la famille des Barychelidae.

## Distribution
Cette espèce est endémique du Venezuela. 

## Description
La carapace de la femelle holotype mesure 9 mm de long sur 7,5 mm et l'abdomen 11 mm de long sur 8 mm.

## Publication originale
- Simon, 1889 : Arachnides. Voyage de M. E. Simon au Venezuela (décembre 1887-avril 1888). 4e Mémoire. Annales de la Société Entomologique de France, sér. 6, vol. 9, p. 169-220 (texte intégral).